# Unibet.com (equipa ciclista)
Unibet.com foi uma equipa ciclista com licença sueca, ainda que de raízes e estrutura belga (equipas Collstrop e Mr.bookmaker) e dissolvido ao finalizar a temporada de 2007. Unibet.com com a sua estrutura sueca só estiveram nesse último ano ainda que o patrocínio da Unibet.com já começou em 2006.

## História

### Ingresso no ProTour e desaparecimento
A equipa ingressou no UCI ProTour (máxima categoria do ciclismo mundial) para a temporada de 2007. No entanto, a equipa não pôde participar em nenhuma das três Grandes Voltas. A negativa por parte da ASO (organizadores entre outros do Tour de France ou a Paris-Nice) de aceitar à equipa, pese a que esta tinha licença ProTour, alegando que as leis francesas proíbem anunciar a companhias de apostas (com as excepções da Française des Jeux e a PMU). Depois deste veto para participar nas principais carreiras ciclistas (dado que as demais carreiras organizadas pelas Grandes Voltas aprovaram uma uniformidade de critérios) no final da temporada a empresa Unibet.com anunciou que não continuaria com o patrocínio da equipa em 2008.
A equipa holandês Cycle Collstrop, de categoria Profissional Continental, foi considerado o seu sucessor no pelotão ainda que só permaneceu em activo durante o 2008.

## Equipa filial
Durante o 2006 e 2007 teve uma equipa filial também chamado Unibet.com (no 2006 Unibet-Davo) ainda que com licença belga e de categoria Continental.

## Material ciclista
A equipa utilizou bicicletas Canyon na sua última temporada. Anteriormente utilizou bicicletas Ridley (2003-2006) e Eddy Merckx (??-2002).

## Classificações UCI
A União Ciclista Internacional elaborava o Ranking UCI de classificação das ciclistas e equipas profissionais.
Até ao ano de 1998, a classificação da equipa e do seu ciclista mais destacado foi a seguinte:
| Ano  | Classificação por equipas | Melhor corredor na classificação individual | Posição |
| 1995 | 24º                       | Jo Planckaert                               | 125º    |
| 1996 | 22º                       | Johan Kapiot                                | 98º     |
| 1997 | 49º                       | Frank Hoj                                   | 204º    |
| 1998 | 49º                       | Tom Desmet                                  | 333º    |

A partir de 1999 e até 2004 a UCI estabeleceu uma classificação por equipas divididas em três categorias (primeira, segunda e terceira). A classificação da equipa e do seu ciclista mais destacado foi a seguinte:
| Ano  | Categoria | Classificação por equipas | Melhor corredor na classificação individual | Posição |
| 1999 | Segunda   | 28º                       | Tony Bracke                                 | 382º    |
| 2000 | Segunda   | 26º                       | Geert Omloop                                | 149º    |
| 2001 | Segunda   | 18º                       | Peter Van Petegem                           | 57º     |
| 2002 | Segunda   | 3º                        | Bert Roesems                                | 187º    |
| 2003 | Primeira  | 30º (último)              | Geert Omloop                                | 95º     |
| 2004 | Primeira  | 26º                       | Roger Hammond                               | 63º     |

A partir de 2005 a UCI instaurou os Circuitos Continentais da UCI, onde a equipa esteve registada dentro do UCI Europe Tour. Estando nas classificações do UCI Europe Tour Ranking, UCI America Tour Ranking, UCI Asia Tour Ranking e UCI Oceania Tour Ranking.
As classificações da equipa e do seu ciclista mais destacado são as seguintes (excepto na PCT Biological passport que só é classificação de equipas):

## Palmarés

### Palmarés de 2007
UCI ProTour
| Datas       | Carreiras | Ganhador       |
| 23 de junho | Suíça     | Rigoberto Urán |

Circuito Continental
| Datas          | Carreiras                                    | Ganhador                  |
| 19 de janeiro  | Baden Cooke                                  |                           |
| 6 de fevereiro | Grand Prix La Marseillaise                   | Jeremy Hunt               |
| 8 de fevereiro | 2ª etapa da Étoile de Bessèges               | Baden Cooke               |
| 7 de março     | Le Samyn                                     | Jimmy Casper              |
| 9 de março     | 1ª etapa dos Três Dias de Flandres Ocidental | Jimmy Casper              |
| 11 de março    | Três Dias de Flandres Ocidental              | Jimmy Casper              |
| 31 de maio     | Gorik Gardeyn                                |                           |
| 9 de junho     | 2º etapa (2º sector) da Bicicleta Basca      | Rigoberto Urán            |
| 28 de junho    | Campeonato da Suécia Contrarrelógio          | Gustav Erik Larsson (CRI) |
| 28 de julho    | Luis Pasamontes                              |                           |
| 22 de agosto   | 1ª etapa do Tour da Irlanda                  | Stijn Vandenbergh         |
| 26 de agosto   | Tour da Irlanda                              | Stijn Vandenbergh         |
| 21 de setembro | Campeonato de Flandres                       | Baden Cooke               |
| 15 de outubro  | Matthew Wilson                               |                           |
| 21 de outubro  | Matthew Wilson                               |                           |

## Elencos

### Elenco de 2007
| Nome                   | Nascimento | Nacionalidade | Equipa de 2006                    |
| Matteo Carrara         | 25/03/1979 | Itália        | Lampre-Fondital                   |
| Jimmy Casper           | 28/05/1978 | França        | Cofidis, Le Crédit par Téléphone  |
| Baden Cooke            | 12/10/1978 | Austrália     | Unibet.com                        |
| Arnaud Coyot           | 06/10/1980 | França        | Cofidis, Le Crédit par Téléphone  |
| Tom Criel              | 06/06/1983 | Bélgica       | Neoprofissional                   |
| Markus Eichler         | 18/02/1982 | Alemanha      | Team Regiostrom-Senges            |
| Gorik Gardeyn          | 17/03/1980 | Bélgica       | Unibet.com                        |
| Michał Gołaś           | 29/04/1984 | Polónia       | Neoprofissional                   |
| Jeremy Hunt            | 12/03/1974 | Reino Unido   | Unibet.com                        |
| Pieter Jacobs          | 06/06/1986 | Bélgica       | Unibet.com                        |
| Alexander Khatuntsev   | 11/02/1985 | {{RUS         | Omnibike Dynamo Moscow            |
| Sergey Kolesnikov      | 10/03/1986 | Rússia        | Omnibike Dynamo Moscow            |
| Gustav Erik Larsson    | 20/09/1980 | Suécia        | Française des Jeux                |
| Jonas Ljungblad        | 15/01/1979 | Suécia        | Unibet.com                        |
| Luis Pasamontes        | 02/10/1979 | Espanha       | Unibet.com                        |
| Víctor Hugo Peña       | 10/07/1974 | Colômbia      | Phonak Hearing System             |
| Matthé Pronk           | 01/07/1974 | Países Baixos | Unibet.com                        |
| José Rujano            | 18/02/1982 | Venezuela     | Quick Step-Innergetic             |
| Niels Scheuneman       | 21/12/1983 | Países Baixos | Rabobank                          |
| Gil Suray              | 29/08/1984 | Bélgica       | MrBookmaker-Sports Tech (em 2005) |
| Laurens Tem Dam        | 13/11/1980 | Países Baixos | Unibet.com                        |
| Erwin Thijs            | 06/08/1970 | Bélgica       | Unibet.com                        |
| Rigoberto Urán         | 26/01/1987 | Colômbia      | Team Tenax                        |
| Stijn Vandenbergh      | 25/04/1984 | Bélgica       | Unibet.com                        |
| Troels Ronning Vinther | 24/02/1987 | Dinamarca     | Glud & Marstrand-Horsens          |
| Matthew Wilson         | 01/10/1977 | Austrália     | Unibet.com                        |
| Marco Zanotti          | 21/01/1974 | Itália        | Unibet.com                        |